# Белоголовый коэль
Белоголовый коэль (лат. Caliechthrus leucolophus) — вид птиц в семействе Cuculidae.

## Систематика
Международный союз орнитологов относит его к монотипическому роду Caliechthrus (белоголовые коэли). Этот вид имеет песню сходную с песнями кукушек из рода Cacomantis, а генетически этот вид близок бледной кукушке (Heteroscenes pallidus), поэтому иногда систематики относят его к этому роду.
Обитает на острове Новая Гвинея (как в Индонезийской части, так и в принадлежащей Папуа — Новой Гвинее) и на соседнем острове Салавати.

## Биология
Гнездовой паразит, однако до сих пор список воспитателей не установлен.